# Drapeau et armoiries de León (Mexique)

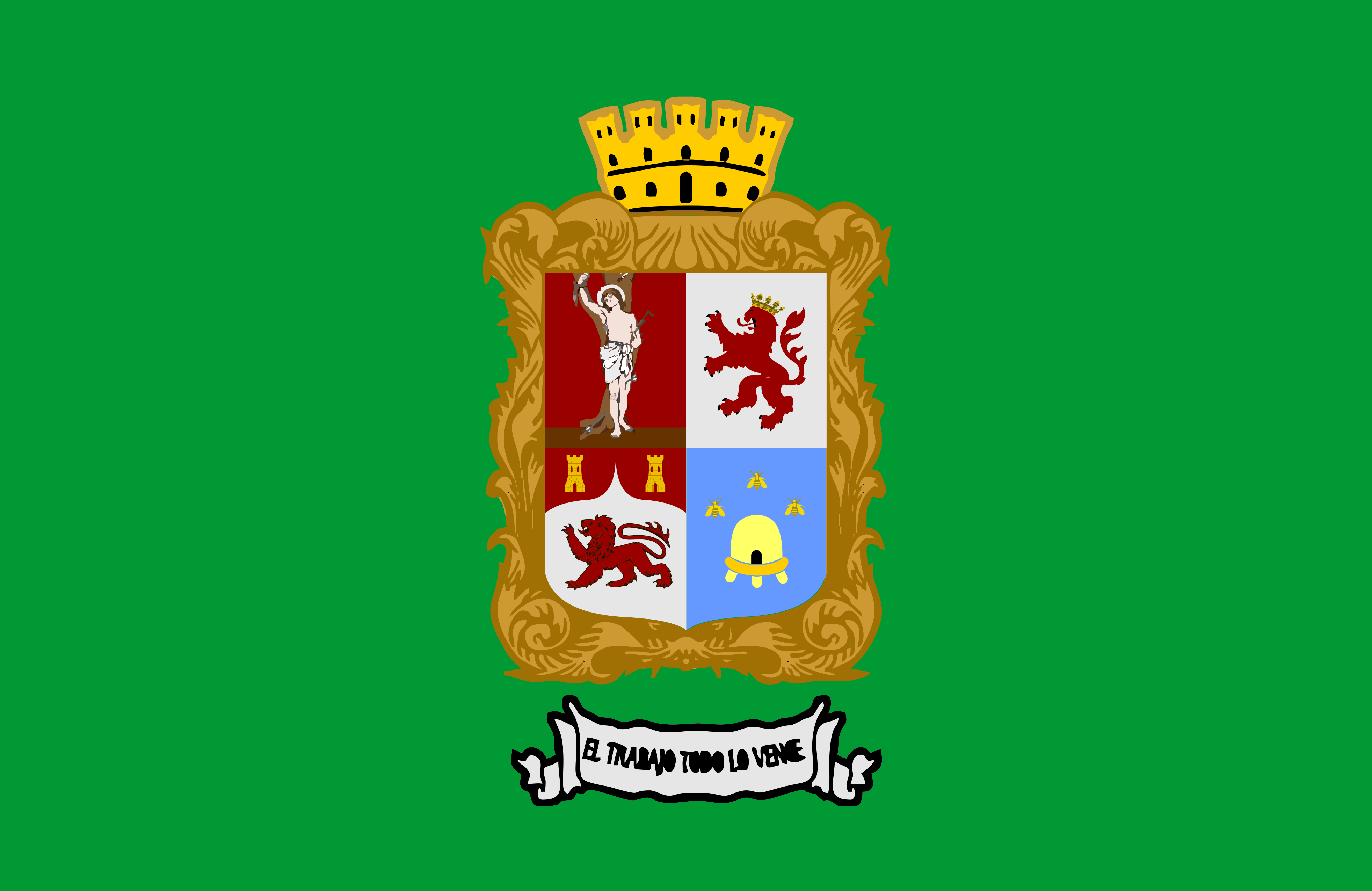
Drapeau de la ville de León

Le drapeau de la ville de León, grande ville de l'État de Guanajuato, représente les armoiries de la ville sur fond vert. Il a été adopté le 28 avril 2010.
León est la première municipalité du Guanajuato à avoir adopté officiellement un drapeau municipal[réf. souhaitée]. Le drapeau est un champ vert foncé qui porte en son centre le blason de la ville  et sa devise : « El trabajo todo lo vence » (« le travail conquiert tout »).

## Armoiries

Armoiries de León

Les armoiries de León de los Aldama présentent quatre quartiers armoiries de la commune de León sur fond de feuilles d'acanthe, couronnées par cinq tours - qui en héraldique accréditent le titre de ville. Le quartier supérieur gauche présente une représentation du martyr Saint Sébastien, saint patron de cette ville ; Le quartier suivant montre le lion rouge rampant du royaume de León. Le troisième, dans la partie inférieure gauche, présente les armoiries de Don Martín Enríquez de Almansa, et le dernier un nid d'abeilles avec des abeilles qui indique le travail des Léonais.